# Dichagyris phaenotaenia
Dichagyris phaenotaenia là một loài bướm đêm trong họ Noctuidae.